# Cavall de Dalarna

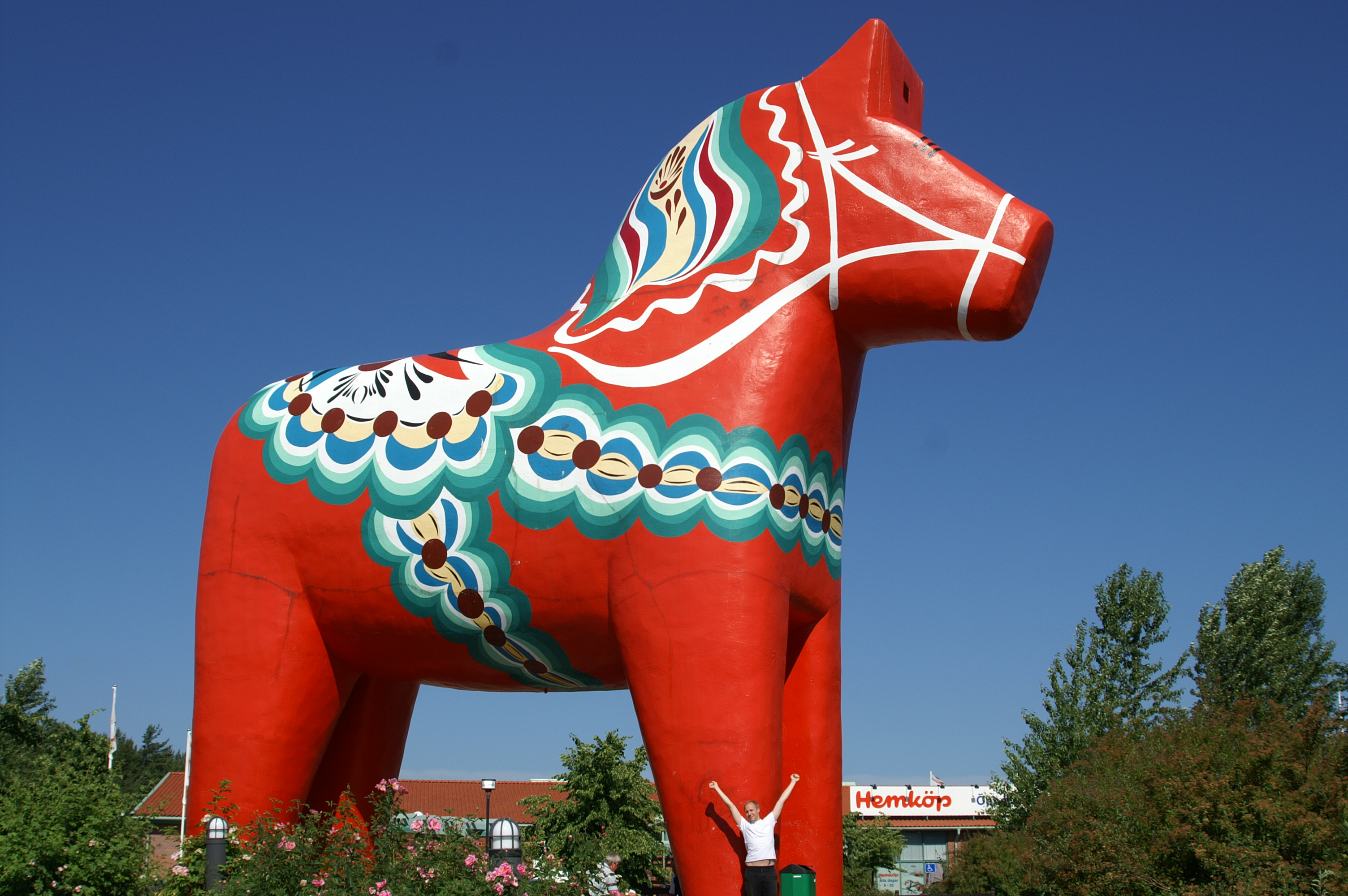
Un gran cavall de Dalarna, construït en ciment, es troba a la comuna d'Avesta, a la província de Dalarna a Suècia

El Cavall de Dalarna (en suec: dalahäst) és una estatueta de fusta tradicional d'un cavall procedent de la província sueca de Dalarna. Antigament, el cavall de Dalarna s'usava sobretot com un joguet per a infants; en els temps moderns s'ha convertit en un símbol de Dalarna, i de Suècia en general.

## Història
Tradicionalment, un cavall de Dalarna es pinta de roig brillant, amb detalls i un arreu de color blanc, verd, groc i blau. També es pot pintar de color blau brillant o, si és originari de la zona de Rättvik, de gris. La forma distintiva del cavall es deu als plànols de talla. Els blocs de fusta emprats per a fer els cavalls eren originàriament deixalles de fusta de la indústria de la caixa del rellotge a la zona de Dalarna.
A les petites cabanes dels boscs durant les llargues nits hivernals i davant una estufa de llenya s'originà el precursor del cavall de Dalarna. Amb l'ús d'eines simples, normalment amb només un ganivet, les talladores de fusta fabricaven els joguets per als fills. Era natural que molts d'aquests joguets fossen cavalls, perquè el cavall era molt valuós llavors, un amic fidel i treballador que podia tirar de càrregues grans de fusta dels boscs durant els mesos d'hivern, i a l'estiu ajudava en les faenes del camp.
Segons alguns, el cavall de Dalarna podia haver-se inspirat en Sleipnir, el cavall d'Odin, però a diferència d'aquest, no té vuit potes.
Una altra llegenda apòcrifa converteix el cavall en el joguet nacional al 1716. Segons la llegenda, els soldats lleials al rei Carles XII estaven allotjats a la regió de Dalarna i van tallar els joguets com a regals per als seus amfitrions.
Les primeres referències de la venda dels cavalls de fusta són de 1623. El model de hui té uns 150 anys, i reflecteix un estil de pintura coneguda com a «kurbits». Al segle xix, Sticka-Erik Hansson de Mora va introduir la tècnica, encara en ús hui, de la pintura amb dos colors. El cavall de Dalarna continua fent-se a mà, en fusta de pi. Almenys nou persones diferents contribueixen amb les seues habilitats per crear cada cavall.

## Origen
La talla dels cavalls es creu que començà al llogaret de Bergkarlas, malgrat que les properes aldees del «cavall» de Risa, Vattnäs i Nusnäs eren també centres de producció de cavalls. Tots aquests llogarets treballaven l'art dels mobles i la rellotgeria, i és probable que les restes sobrants de fusta foren al principi tallades en forma de cavalls de joguet per a infants com un passatemps d'hivern.
L'art de tallar i pintar els cavalls petits aviat va florir en la dècada de 1800, quan la crisi econòmica de la zona comportà una major producció dels petits cavalls, i esdevingueren un element important de bescanvi. Així l'execució de cavalls que havia començat com un passatemps durant els llargs mesos d'hivern, aviat esdevingué un negoci amb el qual es feien barates a canvi d'articles per a la llar. Les famílies rurals depenien de la producció de cavalls per ajudar a mantenir l'economia familiar, mentre l'habilitat de la talla i pintura es transmeté de generació en generació.
La decoració del cavall de Dalarna (els primers cavalls es pintaven d'un sol color) té les arrels en la pintura de mobles, i es perfeccionà amb els anys. Potser el pintor més famós fou Stika-Erik Hansson, de Risa, el primer pintor de cavalls que pintava amb dos colors i un pinzell alhora.
Entre els escultors i pintors, era considerat un gran honor que el seu cavall fos pintat per un pintor famós com Stikka-Erik Hansson (en el llibre Els cavalls de fusta de Suècia, l'autor va descobrir que aquest pintor fou enterrat al cementeri d'una petita església de Nebraska, després que hi emigràs al 1887 a l'edat de 64 anys). El tallista va canviar de nom pel d'Erik Erikson després d'arribar a Amèrica.

## Les diferències geogràfiques

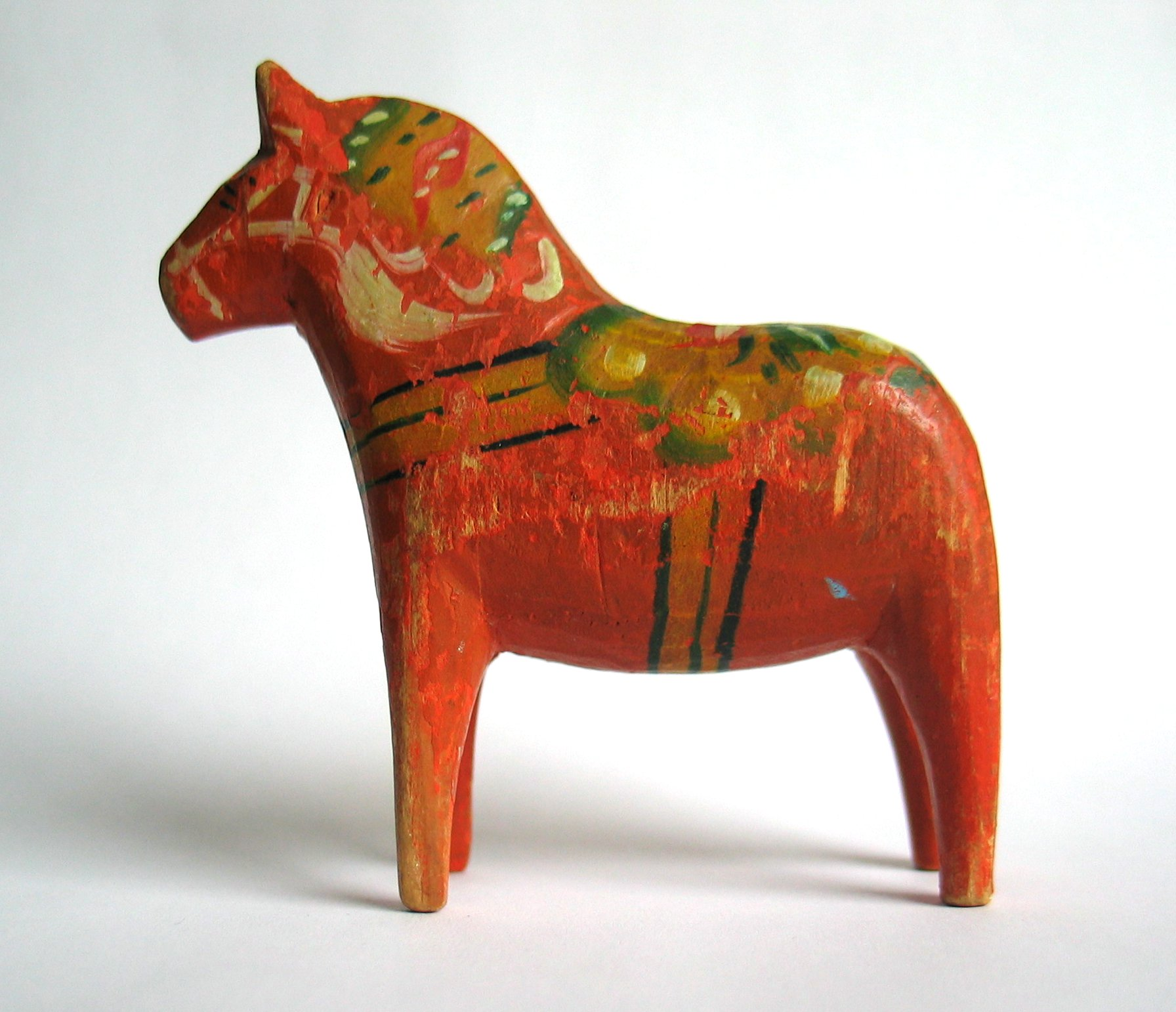
Cavall pintat amb la tècnica coneguda com «kurbits»

Cada artista té el seu estil de pintura, i els pocs que tenen prou edat per recordar poden dir la ciutat, i en alguns casos el tallista o pintor, d'on prové un cavall en particular.
Els cavalls tenen formes particulars: per exemple, el «Nusnäs» és un cavall de treball robust, mentre que altres són prims i en posició vertical amb pas majestuós, com el cavall Rättvik. Moltes obres dels primers fabricants ja no existeixen, però els que en resten són molt valorats i es reprodueixen els seus dissenys únics.
Hui, Nusnäs, un petit poble fora de Mora, és el centre de producció de cavalls més famós i els tallers més reconeguts són els de Nils i Grannas Olsson. El vell estil dels cavalls es talla a mà i es pinta amb la rèplica dels antics que es poden trobar en museus o col·leccions privades.

## Producció
La Grannas A. Olssons Hemslöjd AB, fundada al 1922, és la companyia més antiga que encara continua fent cavalls de Dalarna. La Nils Olssons Hemslöjd (hemslöjd significa 'artesania casolana') és quasi tan antiga com l'anterior.
La fusta amb què es tallen les figures prové de la pineda propera al llac Siljan. Els arbres destinats per als cavalls estan marcats.

Després de tallar-los i escatar-los, els cavalls se submergeixen en la pintura del color escaient. El model tradicional es pinta a mà alçada. L'art de l'ondulació requereix gran habilitat. En acabant, «els bons cavalls» són vernissats i enviats des de Nusnäs com un símbol de Suècia envers la resta del món.

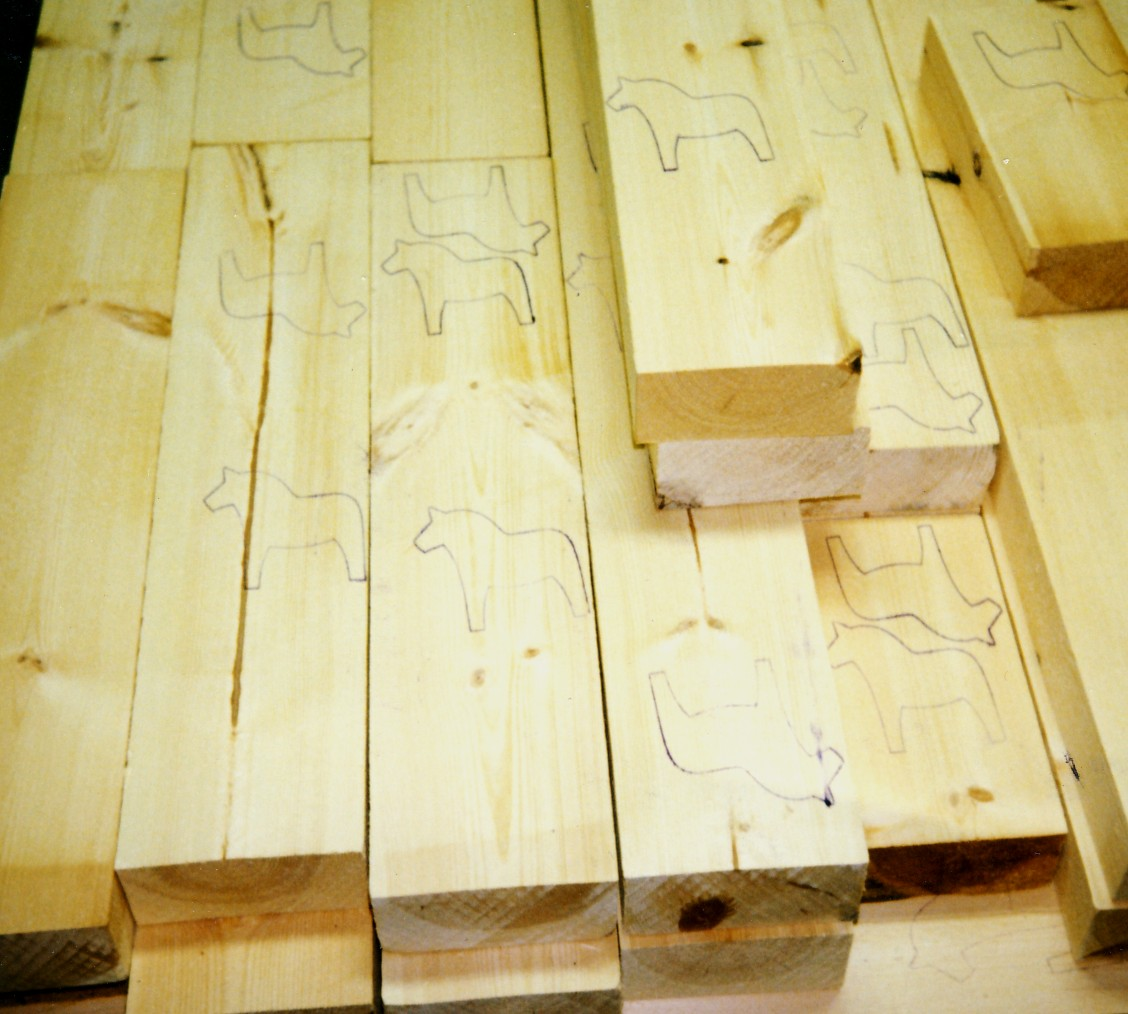
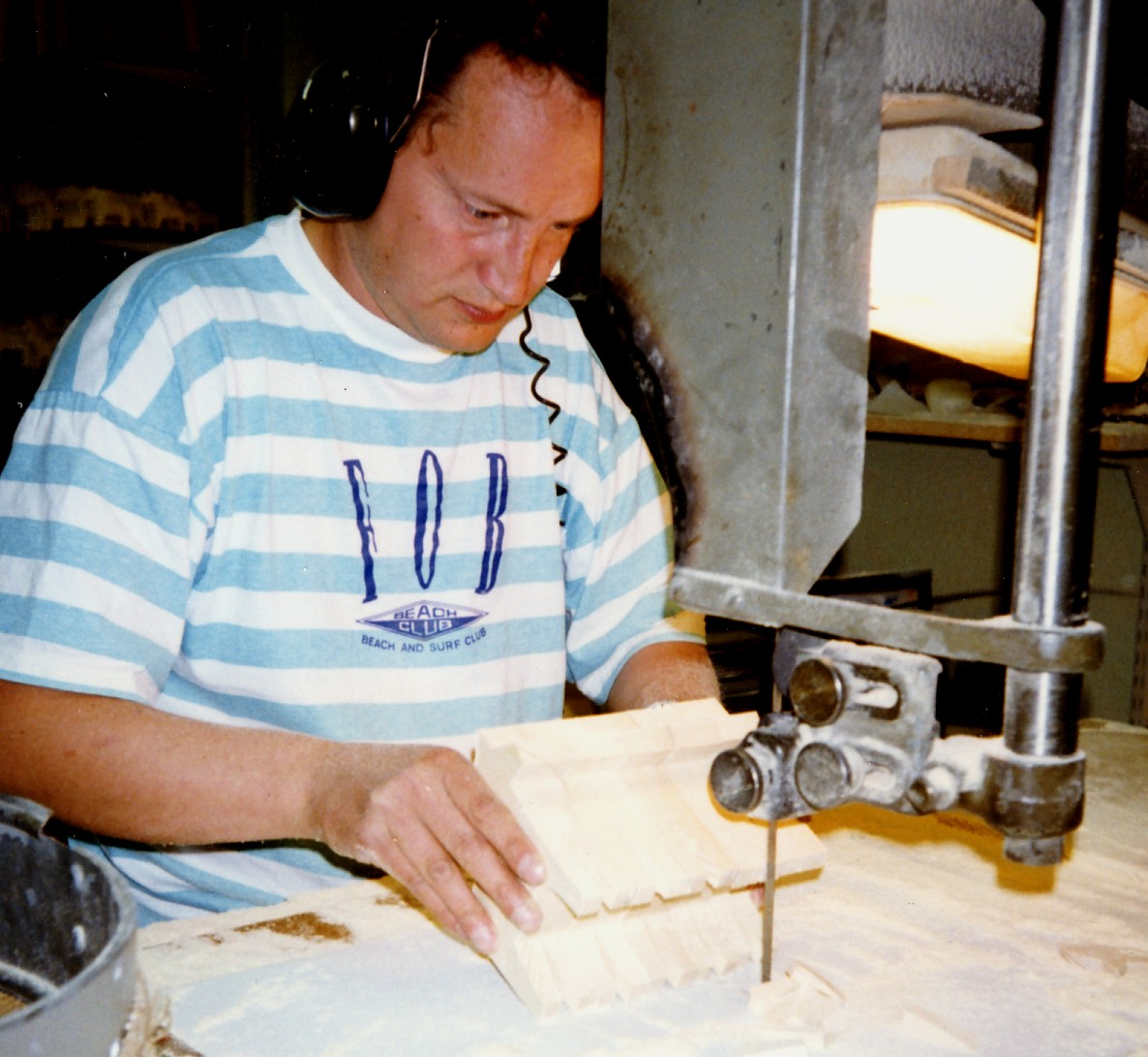
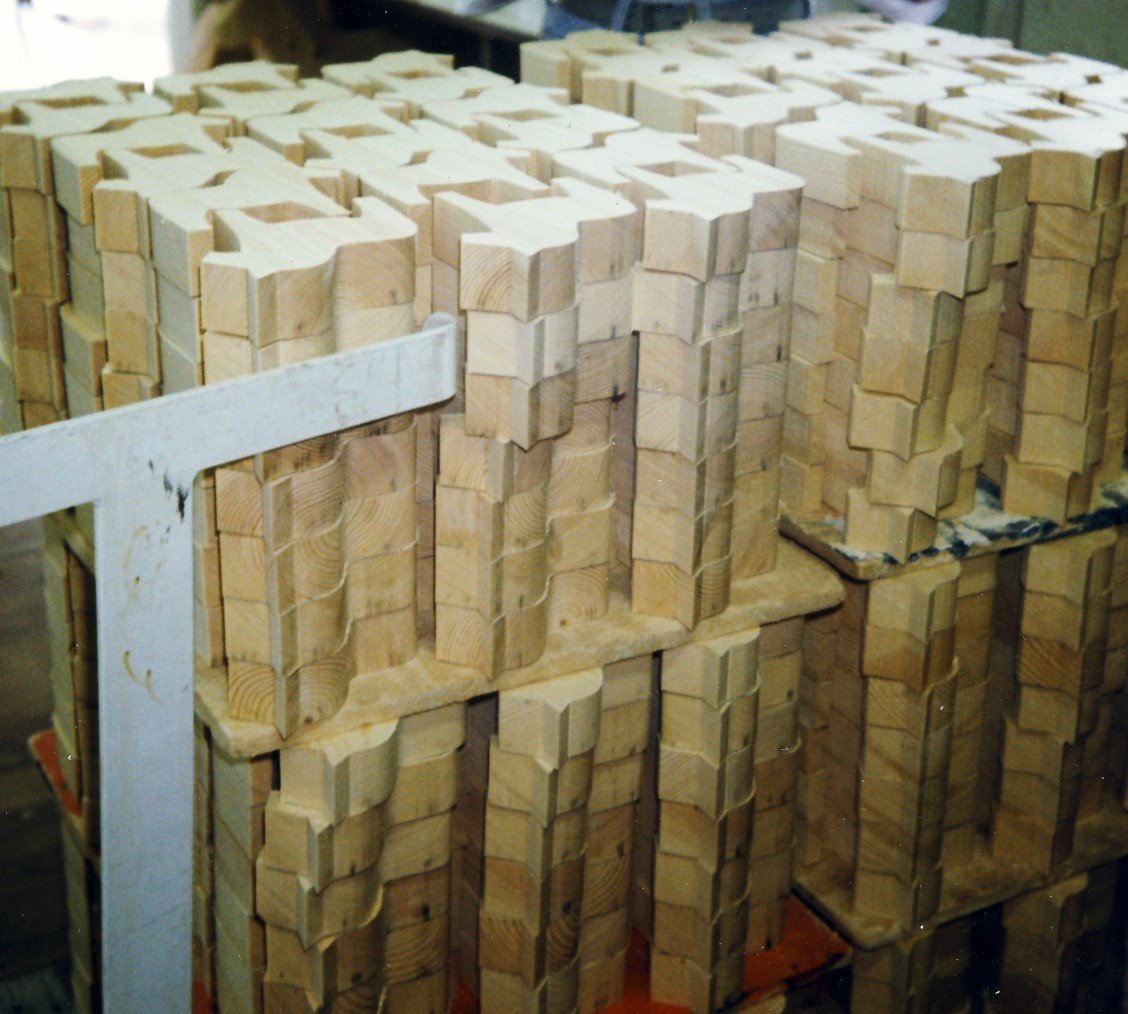
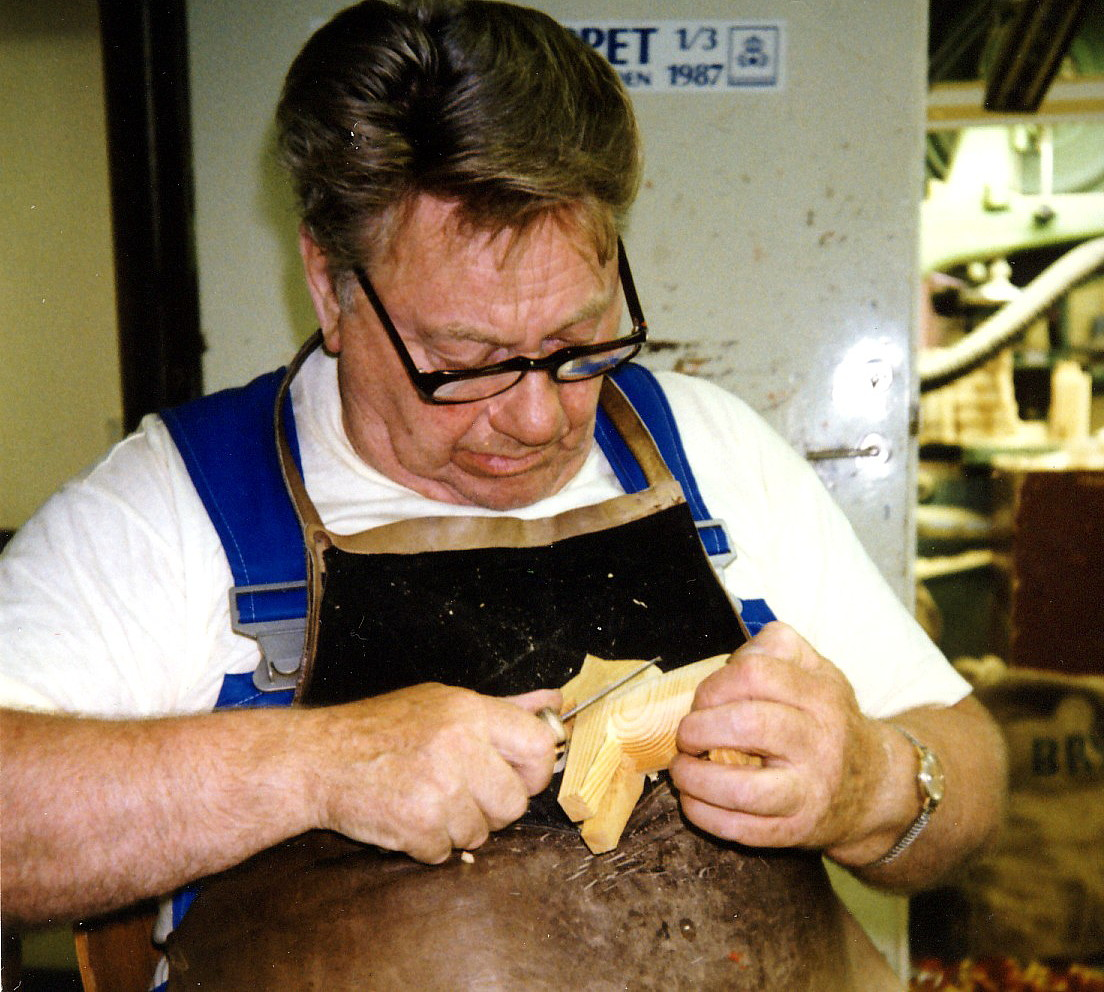
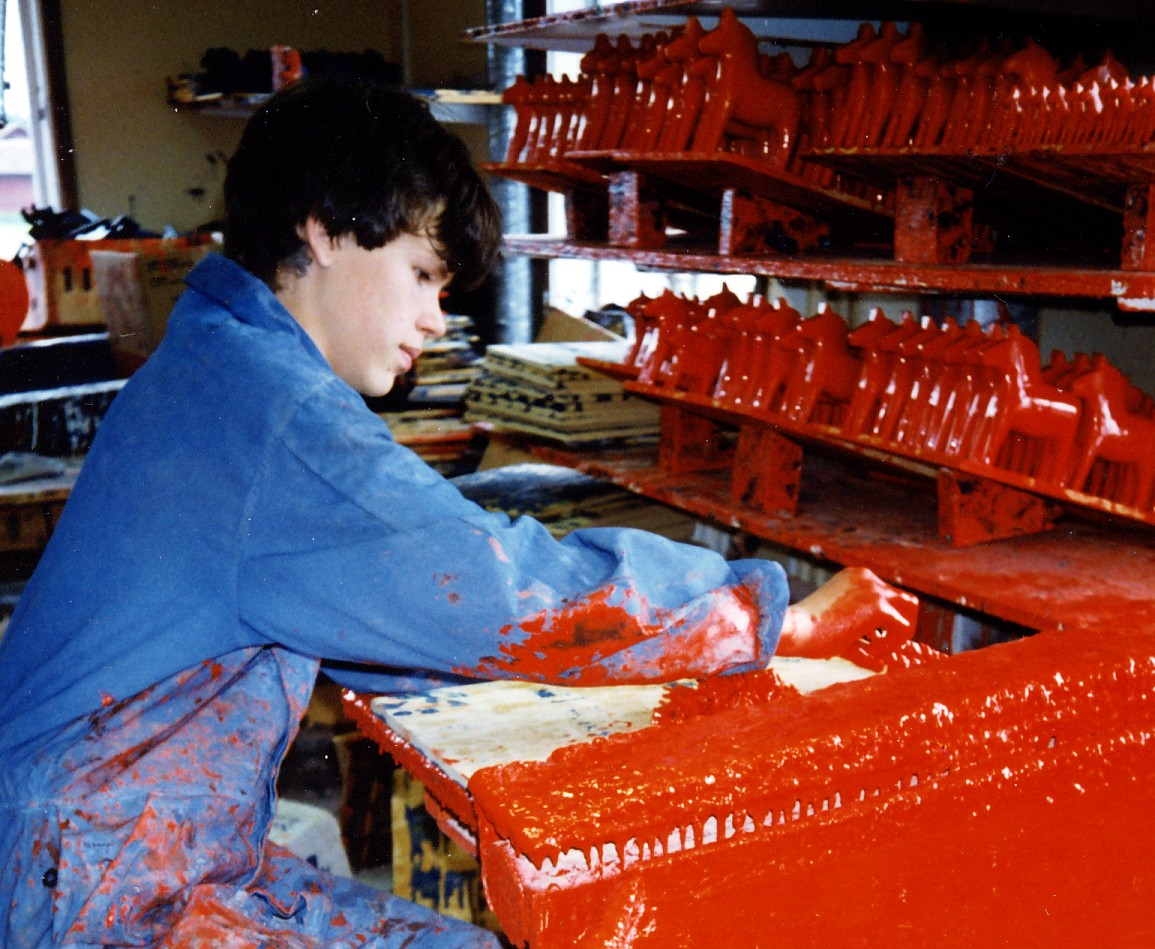
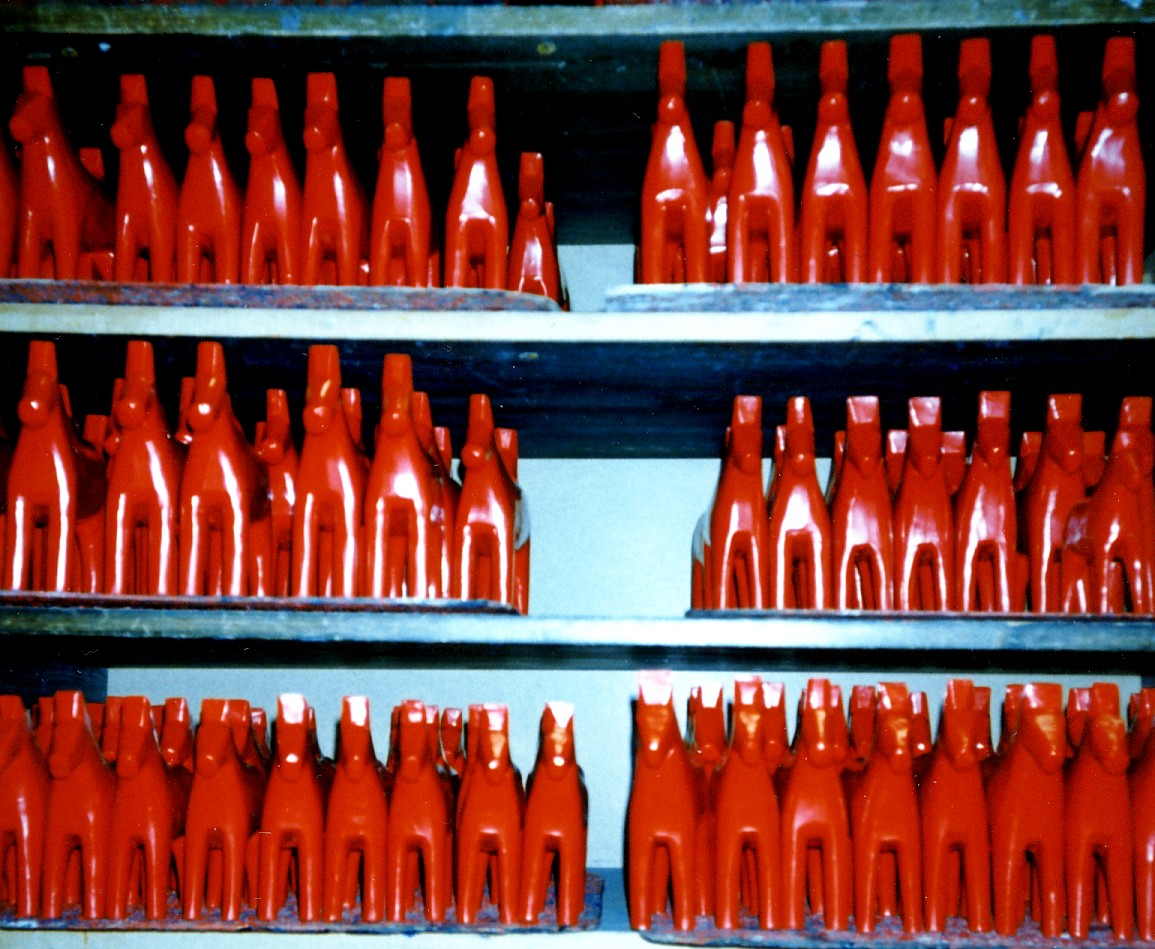
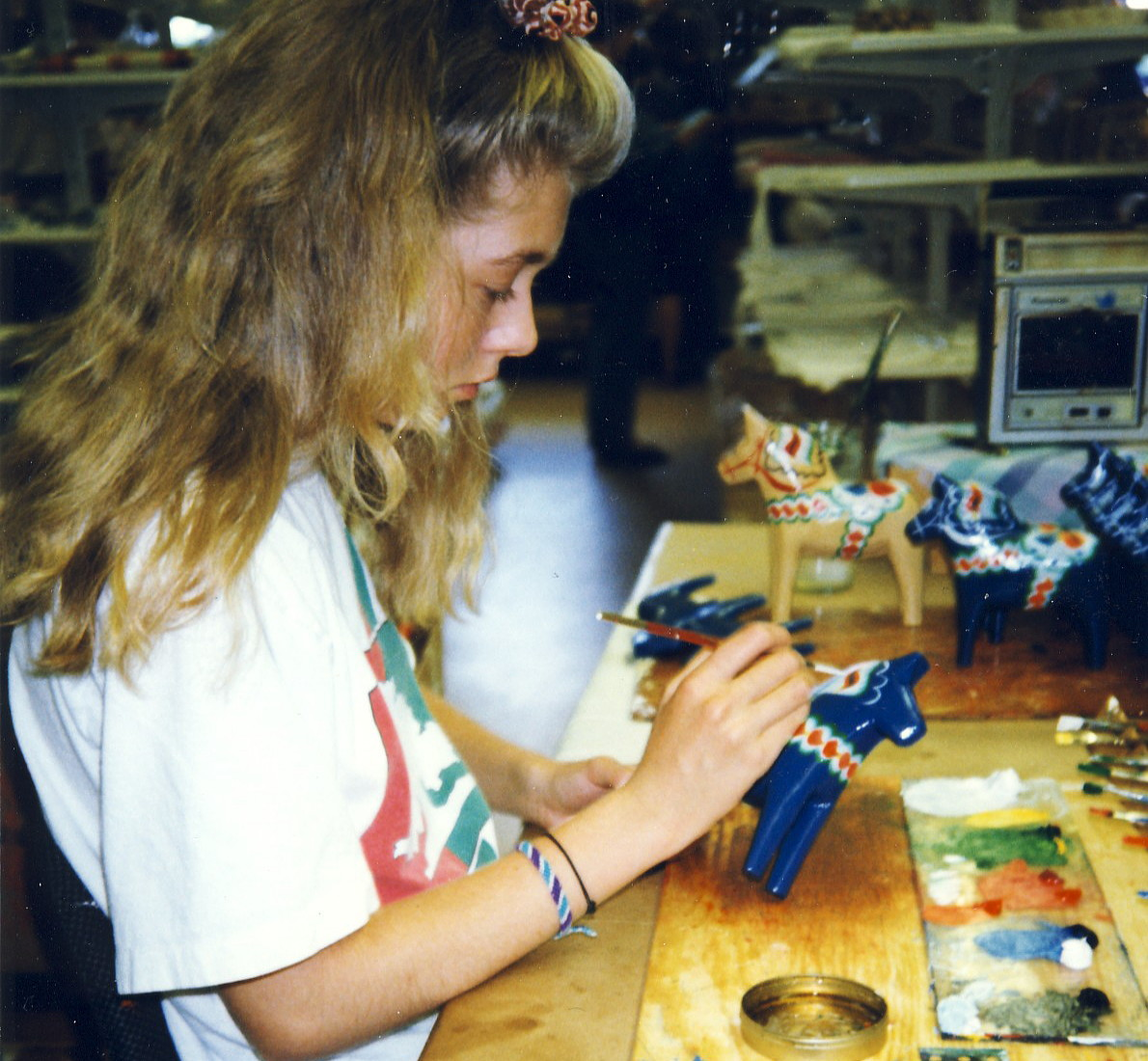
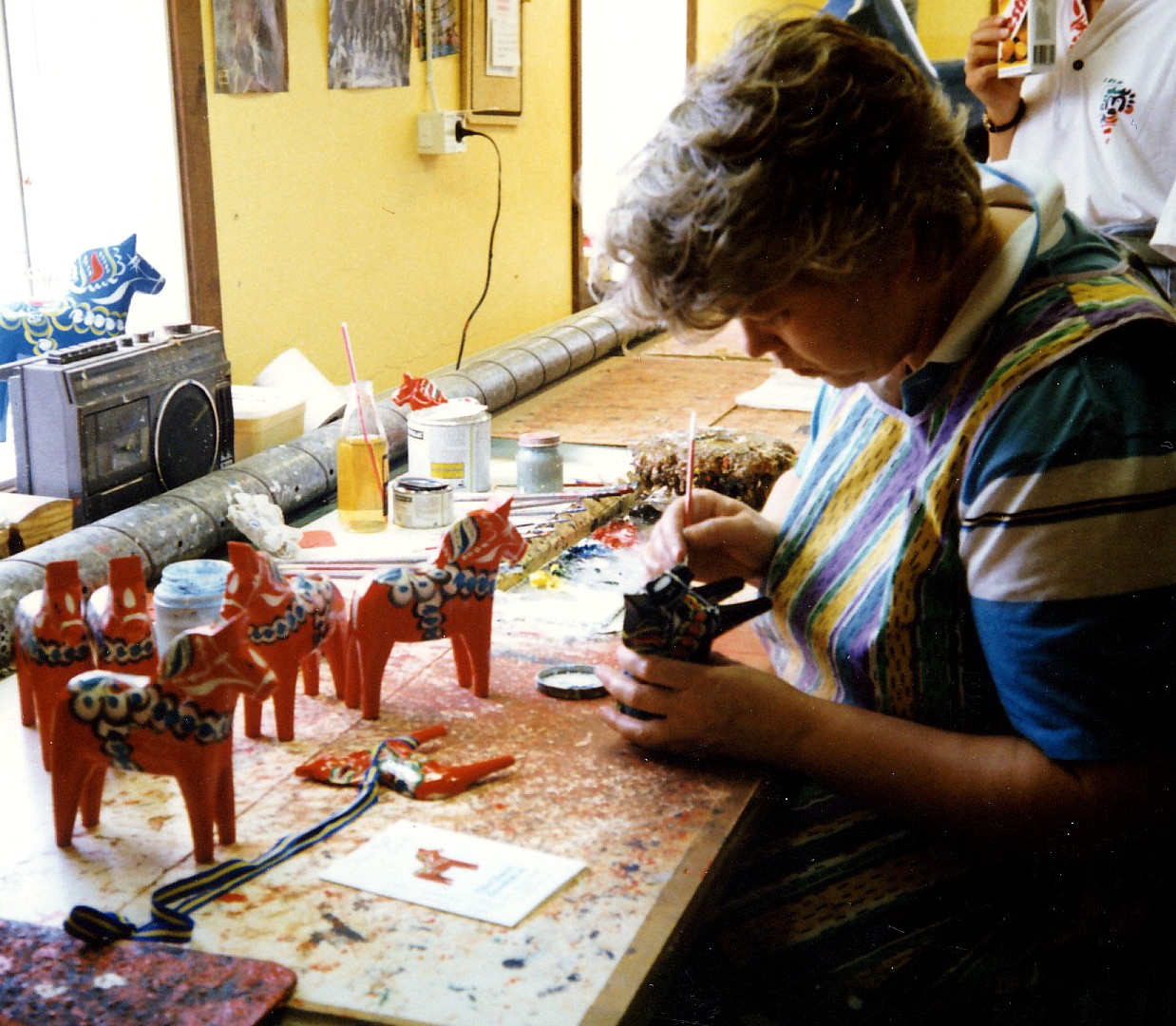